# Bill Baker
 Bill Baker (né le 29 novembre 1956 à Grand Rapids, Minnesota, États-Unis) est un joueur professionnel américain de hockey sur glace. 

## Biographie
Il a été repêché au 3e tour par les Canadiens de Montréal lors du repêchage amateur de la LNH 1976, à la 54e position au total. Il jouait alors pour les Golden Gophers de l'Université du Minnesota dans la NCAA.
Baker a joué 143 parties dans la LNH pour les Canadiens, les Rockies du Colorado, les Blues de Saint-Louis et les Rangers de New York.
Il fait partie de l'équipe des États-Unis de hockey sur glace qui gagne la médaille d'or aux Jeux olympiques de 1980 à Lake Placid, l'événement étant surnommé le « Miracle sur glace ».

## Statistiques

### En club
| Saison     | Équipe                          | Ligue      |     | Saison régulière | Saison régulière | Saison régulière | Saison régulière | Saison régulière |   | Séries éliminatoires | Séries éliminatoires | Séries éliminatoires | Séries éliminatoires | Séries éliminatoires |
| Saison     | Équipe                          | Ligue      | PJ  | B                | A                | Pts              | Pun              | PJ               | B | A                    | Pts                  | Pun                  |                      |                      |
| 1975-1976  | Université du Minnesota         | WCHA       | 44  | 8                | 15               | 23               | 28               | -                | - | -                    | -                    | -                    |                      |                      |
| 1976-1977  | Université du Minnesota         | WCHA       | 28  | 0                | 8                | 8                | 42               | -                | - | -                    | -                    | -                    |                      |                      |
| 1977-1978  | Université du Minnesota         | WCHA       | 38  | 10               | 23               | 33               | 34               | -                | - | -                    | -                    | -                    |                      |                      |
| 1978-1979  | Université du Minnesota         | WCHA       | 44  | 12               | 42               | 54               | 38               | -                | - | -                    | -                    | -                    |                      |                      |
| 1979-1980  | Équipe des États-Unis           | Intl       | 53  | 4                | 25               | 29               | 70               | -                | - | -                    | -                    | -                    |                      |                      |
| 1979-1980  | Voyageurs de la Nouvelle-Écosse | LAH        | 12  | 4                | 8                | 12               | 5                | 1                | 0 | 1                    | 1                    | 0                    |                      |                      |
| 1980-1981  | Voyageurs de la Nouvelle-Écosse | LAH        | 18  | 5                | 12               | 17               | 42               | -                | - | -                    | -                    | -                    |                      |                      |
| 1980-1981  | Canadiens de Montréal           | LNH        | 11  | 0                | 0                | 0                | 32               | -                | - | -                    | -                    | -                    |                      |                      |
| 1980-1981  | Rockies du Colorado             | LNH        | 13  | 0                | 3                | 3                | 12               | -                | - | -                    | -                    | -                    |                      |                      |
| 1981-1982  | Rockies du Colorado             | LNH        | 14  | 0                | 3                | 3                | 17               | -                | - | -                    | -                    | -                    |                      |                      |
| 1981-1982  | Texans de Fort Worth            | LCH        | 10  | 3                | 12               | 15               | 20               | -                | - | -                    | -                    | -                    |                      |                      |
| 1981-1982  | Blues de Saint-Louis            | LNH        | 35  | 3                | 5                | 8                | 50               | 4                | 0 | 0                    | 0                    | 0                    |                      |                      |
| 1982-1983  | Rangers de New York             | LNH        | 70  | 4                | 14               | 18               | 64               | 2                | 0 | 0                    | 0                    | 0                    |                      |                      |
| 1983-1984  | Oilers de Tulsa                 | LCH        | 59  | 11               | 22               | 33               | 47               | -                | - | -                    | -                    | -                    |                      |                      |
| Totaux LNH | Totaux LNH                      | Totaux LNH | 143 | 7                | 25               | 32               | 175              | 6                | 0 | 0                    | 0                    | 0                    |                      |                      |

### En équipe nationale
| Année | Compétition          |   | PJ | B | A | Pts | Pun                    |  | Résultat |
| 1979  | Championnat du monde | 7 | 2  | 1 | 3 | 2   | 7e place               |  |          |
| 1980  | Jeux olympiques      | 7 | 1  | 0 | 1 | 4   | Médaille d'or          |  |          |
| 1981  | Championnat du monde | 7 | 0  | 1 | 1 | 8   | 5e place               |  |          |
| 1981  | Coupe Canada         | 1 | 0  | 0 | 0 | 0   | Défaite en demi-finale |  |          |

## Divers
Nick Postle a joué le rôle de Bill Baker dans le film Miracle sorti en 2004 et retraçant le parcours de l'équipe.

## Trophées et honneurs personnels
- Western Collegiate Hockey Association
  - Première équipe d'étoiles en 1978-79
- National Collegiate Athletic Association
  - Première équipe d'étoiles All-American Division Ouest en 1978-79
- Jeux olympiques
  - Médaille d'or en 1980

## Transactions en carrière
- Le 10 mars 1981 : échangé aux Rockies du Colorado par les Canadiens de Montréal en retour d'un choix de 3e ronde au repêchage de 1983 (Daniel Letendre) et d'une inversion des choix de 4e ronde au repêchage de 1984 (Montréal qui sélectionne Lee Brodeur et Paul Ysebaert).
- Le 4 décembre 1981 : échangé aux Blues de Saint-Louis par les Rockies en retour de Joe Micheletti et Dick Lamby.
- Le 4 octobre 1982 : réclamé au ballotage par les Rangers de New York en provenance des Blues au repêchage inter-équipes.